# Prosopea americana
Prosopea americana är en tvåvingeart som först beskrevs av Jacques-Marie-Frangile Bigot 1889.  Prosopea americana ingår i släktet Prosopea och familjen parasitflugor. Inga underarter finns listade i Catalogue of Life.